# Харківська духовна семінарія
Харківська духовна семінарія — сучасний навчальний заклад православної церкви московського патріархату в місті Харків, що готує церковно- і священнослужителів цієї конфесії. Відтворена 1996 р.

## Історія

### Дореволюційна історія

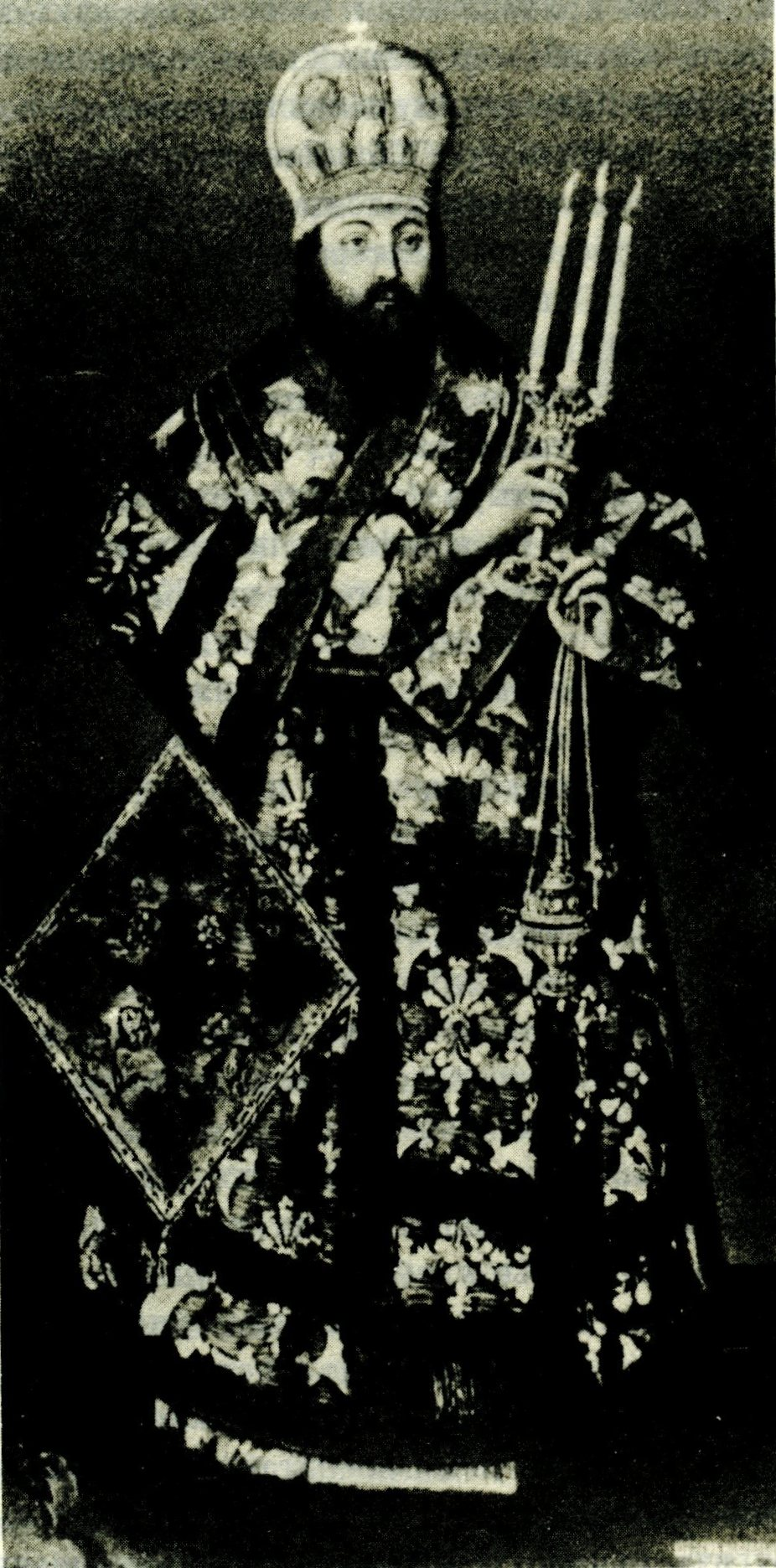
Єпіфаній (Тихорський), єпископ Бєлгородський і Обоянський

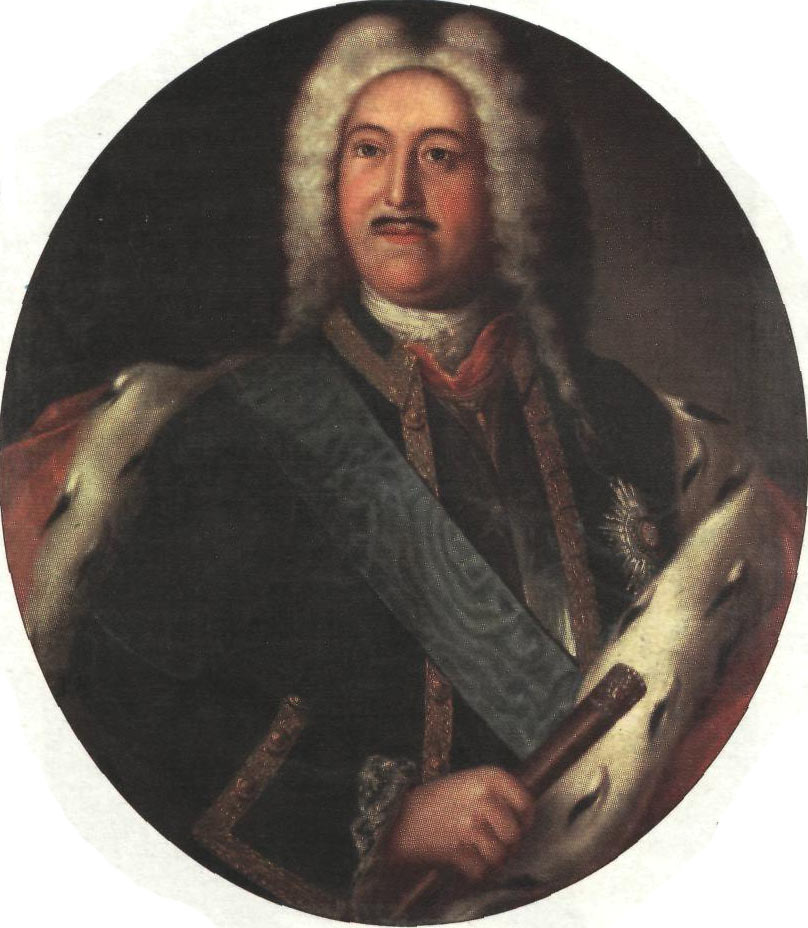
Князь Михайло Голіцин

У 1726 році Бєлгородський єпископ Єпіфаній (Тихорський), на прохання князя Михайла Голіцина, переводить слов'яно-греко-латинську духовну школу, засновану в 1722 році при Миколаївському Білгородському монастирі, в місто Харків. В 1726 р. був організований училищний Покровський монастир, архімандрити якого займали посаду ректора Колегіуму. Училищним монастир залишався до 1799 року. У 1729 році до монастиря була приписана Покровська церква.

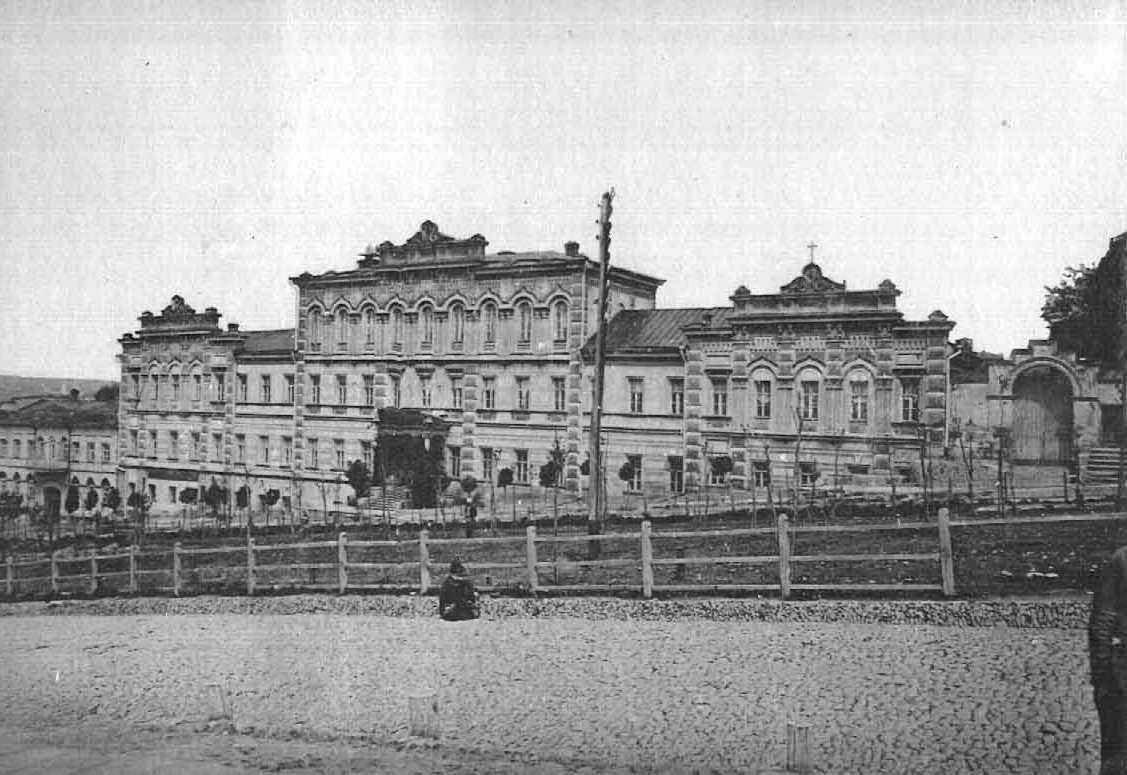
Харківська бурса при Семінарії, початок XX-століття

У 1734 році школа, в якій передбачалося навчання представників усіх станів, отримала статус Колегіуму. У 1817 році Харківський колегіум був перетворений в семінарію третього розряду для навчання осіб духовного звання. У 1840 році колегіум було перейменовано в Харківську Духовну Семінарію з 6-річним терміном навчання. У 1917 році семінарія була закрита.

### Відродження семінарії

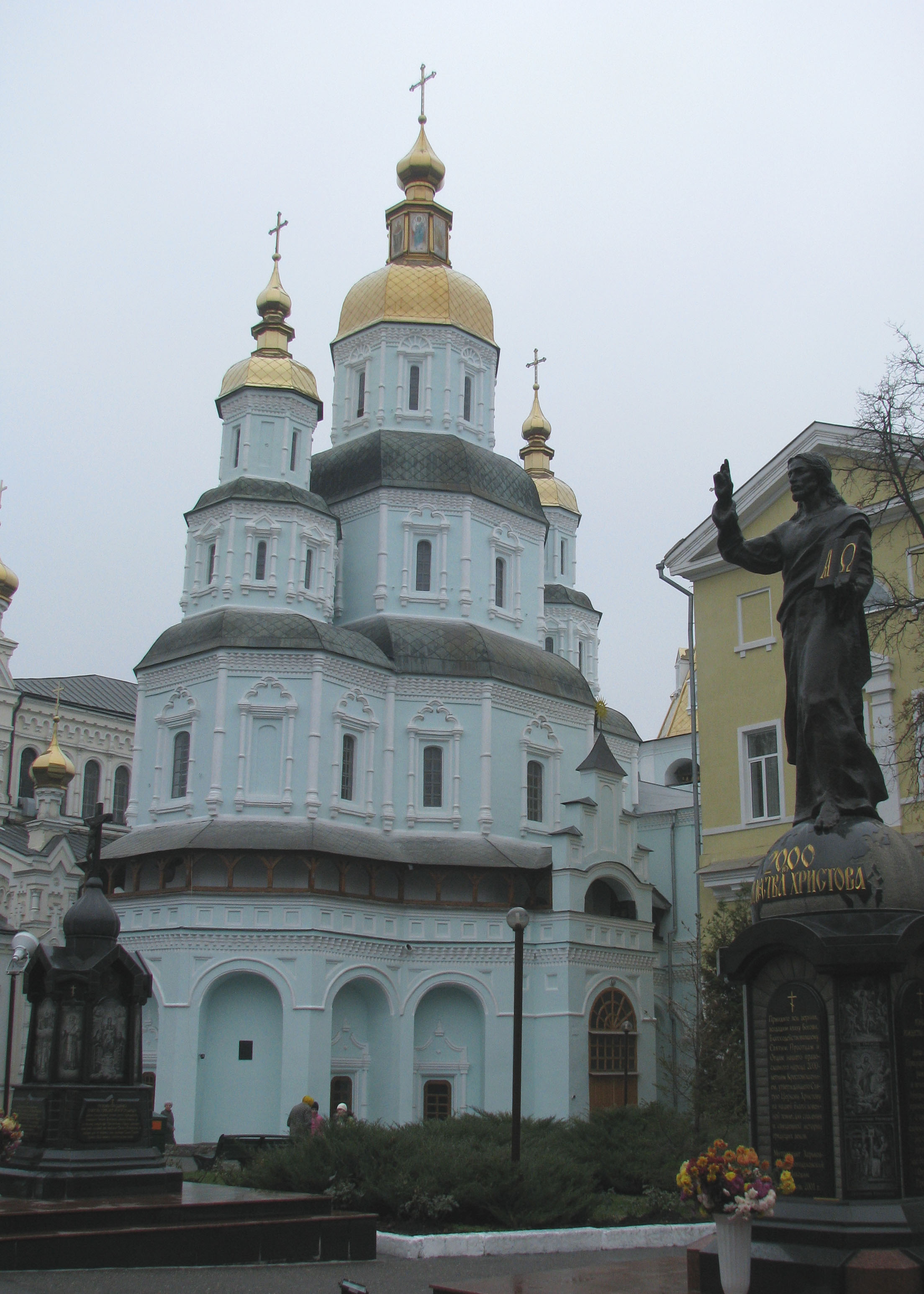
Свято-Покровський монастир

18 вересня 1993 рапортом № 628 Митрополита Харківського Никодима Блаженніший Митрополит Київський і всієї України Володимир сповіщався про відкриття дворічного Духовного Училища.
19 жовтня 1993 відкриття дворічного пастирського богословську училища при Харківському Єпархіальному Управлінні затверджено Рішенням Священного Синоду Української Православної Церкви.
Постановою Священного Синоду УПЦ № 36 від 12 вересня 1996 р. училище було реорганізовано в Харківську Духовну Семінарію з 4-річним терміном навчання. Перший інспектор семінарії — прот. Василь Каюн.
Перший випуск (26 осіб) відбувся 21 травня 1997 року.
Духовне училище, яке розташовувалося в Свято-Покровському монастирі, після реорганізації в семінарію переведено в новозбудоване приміщення недільної школи при Свято-Петро-Павлівському храмі Харкова. У 2000 р. семінарія знову переведена на територію Свято-Покровського монастиря в будівлю, яка раніше належала військкомату.
У 2001 році при Харківській духовній семінарії відкрита іконописна школа.
10 жовтня 2002 при семінарії відкрито філію Богословсько-педагогічних курсів Православного педагогічного товариства м. Києва для підготовки викладачів недільних шкіл і викладачів Закону Божого для інших навчальних закладах.

## Сучасний стан
Інспектор — протоієрей Валентин Миколайович Ковальчук.
При семінарії діють богословсько-педагогічні курси (3-річний термін навчання) і іконописна школа.

## Ректори
Колегіум

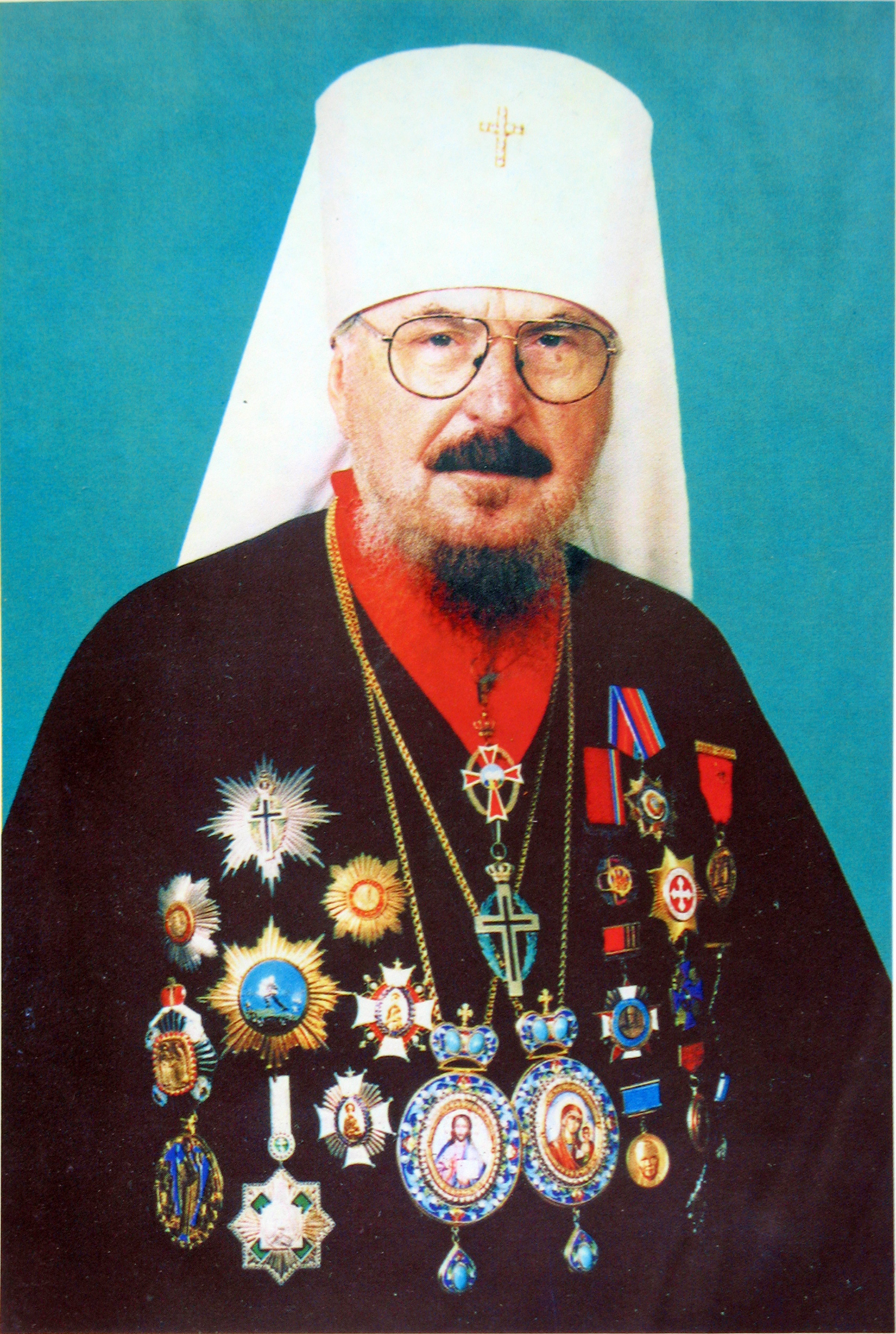
Митрополит Никодим (Руснак)

- Архімандрит Платон (Малиновський) (1729—1731)
- Архімандрит Варлаам (Тіцинскій)
- Архімандрит Митрофан (Слотвінський)
- Архімандрит Афанасій (Топольський) (22 вересня 1742 — березень 1744)
- Архімандрит Гедеон Антонський (30 квітня 1744—1751)
- Архімандрит Рафаїл (Мокренський) (1751—1758)
- Архімандрит Костянтин Бродський (1758—1763)
- Архімандрит Йов (Базилевич) (1763—1770)
- Архімандрит Лаврентій Кордет (1770—1775)
- Архімандрит Варлаам (Місловскій)
- Архімандрит Василь (Базилевич)
- Архімандрит Досифей (? -1800)
- Протоієрей Андрій Семенович Прокопович (1801—1825)
- Архімандрит Тимофій (Котлярев) (1825—1827)
- Архімандрит Афанасій Соколов (1827—1830)
- Архімандрит Іоанн (Оболенський) (1830—1842)

Семінарія
- Архімандрит Іоанн (Оболенський) (1830—1842)
- Архімандрит Філофей (Успенський) (1 липня — вересень 1842)
- Архімандрит Агафангел (Соловйов) (1842—1845)
- Архімандрит Ізраїль (Лукін) (1845—1851)
- Архімандрит Венедикт (Курковський) (1851—1854)
- Архімандрит Герасим (Добрососедов) (1855—1859)
- Архімандрит Агапіт Лопатін (1860—1864)
- Архімандрит Веніамін Платонов (1864—1872)
- Протоієрей Василь Федорович Енеїдов (1872—1878)
- Протоієрей Михайло Іванович Разногорський (1878—1883)
- Протоієрей Іоанн Олександрович Кратіров (1883—1893)
- Протоієрей Олександр Васильович Мартинов (1893—1894)
- Протоієрей Іоанн Павліновіч Знаменський (з 1894)
- Митрополит Никодим (Руснак) (1993 (1996) — 2011)
- Митрополит Онуфрій (Легкий) (з 20 червня 2012)